# Asterostroma pseudofulvum
Asterostroma pseudofulvum är en svampart som beskrevs av Parmasto 1970. Asterostroma pseudofulvum ingår i släktet Asterostroma och familjen Lachnocladiaceae.   Inga underarter finns listade i Catalogue of Life.